# Don Calfa
Donald George Calfa (Brooklyn, Nueva York; 3 de diciembre de 1939-San Bernardino, California; 1 de diciembre de 2016) fue un actor y productor de cine estadounidense de películas cómicas y de terror.

## Biografía
La carrera de Don se extiende por más de 40 años en el cine y en la televisión. Nacido en Brooklyn, Nueva York, creció en Ozone Park Queens, y más tarde se trasladó a Westchester, Long Island: inicialmente quería seguir una carrera en las artes plásticas, pero le entró el gusanillo de la actuación después de ver películas como Rebelde sin causa (1955) y Vértigo (1958). Después de abandonar la escuela secundaria para estudiar en The Dramatic Workshop de Irwin Piscotor (con lo que tuvo que terminar sus estudios acudiendo a clases nocturnas): dos años en el circuito veraniego le permitieron ingresar en la Actors Equity y, finalmente, obtener su tarjeta de SAG.

## Cine
Don protagonizó junto a algunos de los grandes del cine como Warren Beatty en Bugsy (1991), Michael Douglas en The Star Chamber (1983), Jack Nicholson en El cartero siempre llama dos veces , y muchos más.
Otras de las películas que se destacó fueron como "Ralph Wilum" en Chrome Hearts en 1989 (también conocida como Chopper Chicks en Zombietown), en el papel de "Paulie" en Fin de semana de locura (Weekend at Bernie's) en 1989, como "Scarface" en Juego peligroso (1978). También actuó en Goodnight, My Love de 1972, como "Gilbert" en Permiso para amar hasta medianoche de 1973, como "Ernie" en Return of the Living Dead de 1985, Necronomicon de 1993, Doctor Dolittle de 1998 y Lewisburg de 2010.
Trabajó en la industria del cine y en el circuito de la convención en los EE. UU., junto a su amiga Beverly Randolph, a la que conoció en el rodaje de Return of the Living Dead.

## Televisión
Apareció en un sinfín de series televisivas donde supo llenar de vida a cada uno de sus personajes como The Delphi Bureau en 1972, Kojak de 1974 y 1975, Most Wanted y Baretta de 1976, Tales of the Unexpected de 1977, Las calles de San Francisco de 1974 a 1977, La mujer biónica de 1978, Nobody's Perfect de 1980, Park Place de 1981, Barney Miller de 1977 a 1981, Amazing Stories de 1985, Houston Knights de 1988, Doogie Howser, M. D. de 1990 a 1993, entre muchos otros.
Su papel más memorable es el de "Mr. Pitts" en la serie Sensación de vivir de 1990.

## Teatro
Su trabajo en teatro incluye una amplia labor en el off-off- Broadway, y también apareció en Broadway en Lenny.